# Villa Massa limoncello
Villa Massa limoncello is een Italiaanse citroenlikeur met een alcoholpercentage van 30%. Het heeft een frisse, zoete smaak die te danken is aan de speciale Sorrento citroenen. De likeur draagt daarom de naam ‘Liquore di Limone di Sorrento P.G.I.’. P.G.I. staat voor protected geographical indicator en is een Europees keurmerk voor de kwaliteit- en herkomstgarantie van natuurlijke ingrediënten. Villa Massa limoncello wordt sinds 1890 gemaakt op het landgoed van de familie Massa in ‘Piano di Sorrento’.

## Bereiden en bottelen
Het recept van komt van de broers Stefano en Sergio Massa. Vier dagen worden verse citroenschillen onttrokken in alcohol. Pas als een bestelling binnen is, wordt het gebotteld. De infusie wordt dan gemengd met water en suiker. Alle ingrediënten van Villa Massa limoncello zijn 100% natuurlijk. Het bevat dus geen kunstmatige toevoegingen, kleurstoffen en conserveringsmiddelen.

## Verkrijgbaarheid
Het product wordt in ruim 40 landen verkocht. Naast Villa Massa limoncello is er nog de variant Villa "Massa limoncello créma". Deze wordt gemaakt van dezelfde Sorrento citroenen, maar is zachter van smaak door de toegevoegde room.

## Hoe te drinken
Limoncello kan puur gedronken worden en de smaak komt het best tot zijn recht op een temperatuur van -7° celsius. Eventueel met een extra blokje ijs. Daarnaast wordt de likeur ook gedronken in of bij de koffie/thee en verwerkt in verschillende cocktails, desserts of mixen.